# پنگوئن‌های کاکل‌دار کوچک
پنگوئن‌های کاکل‌دار کوچک (نام علمی: Eudyptula) نام یک سرده از تیره پنگوئن است.

## طبقه‌بندی
راسته پنگوئن
- تیره پنگوئن
  - سردهٔ پنگوئن‌های کاکل‌دار کوچک (Eudyptula)
    - پنگوئن کوچک (یا fairy penguin), Eudyptula minor
      - پنگوئن باله‌سفید،  Eudyptula minor variabilis (زیرگونه)

    - پنگوئن کوچک استرالیایی، Eudyptula novaehollandiae